# ジャン＝クロード・リビエール
ジャン＝クロード・リビエール（Jean-Claude Leuyer、1970年11月30日 - ）は、アメリカ合衆国の男性キックボクサー、プロボクサー。アリゾナ州フェニックス出身。元フェアテックスジム所属。元ISKAフリースタイル世界スーパーヘビー級王者。元ISKAムエタイ世界スーパーヘビー級王者。
最近は俳優、スタントマンとして「スパイダーマン:ホームカミング」や「ローガン」、「ワイルド・スピード ICE BREAK」、「スティール・サンダー」等の作品に出演している。
K-1参戦時にはジャン・クロードのリングネームを使用していた。名前の呼び方については、アメリカ国内で試合をする際は「ジャン・クロード・ロワイエ」または「ジャン・クロード・ルワイエ」と発音され、「リビエール」と呼ばれることはない。これは日本のK-1運営がカナダの格闘家「ジャン・リヴィエール」と混同した可能性がある。

## 来歴
1996年3月10日、K-1デビューとなるK-1 GRAND PRIX '96 開幕戦で、ピーター・アーツと対戦。当時連勝中だったが、アーツのハイキックの前に1RKO負けを喫してしまう。また、そのKOシーンは「K-1史上最もインパクトのあるKO負け」と言われている。
6月6日、北アイルランド・ベルファストで行われたISKAインターコンチネンタル世界スーパーウェルタータイトルマッチで、ブランコ・パブロビッチ（ イングランド）と対戦。10R判定3-0（98.5-94.5/98.5-97/99-98.5）で下し王座防衛に成功。
同年12月8日、K-1 HERCULES '96では、ロブ・カーマンを戦意喪失に追い込み5RKO勝ち。
だが、K-1での勝利には恵まれず、レイ・セフォーやサム・グレコなどといった実力者ファイターに敗れ続ける。
1998年にはK-1ラスベガス大会のトーナメントに出場。1回戦でトーマス・クチャゼウスキーに勝利するが、準決勝の相手はアンディ・フグを苦戦させたカーチス・シュースターだった。クロードはローキックでシュースターの左膝に重傷を負わせ破壊した上にダウンも奪い、この試合はクロードの勝利かと思われたが、最後まで諦めなかったシュースターのパンチラッシュの前に逆転KO負けを喫した。

## 戦績
| 勝敗 | 対戦相手                   | 試合結果                                      | 大会名                                                       | 開催年月日    |
| ×    | デューウィー・クーパー     | 3R終了 判定0-3                                | K-1 WORLD GP 2002 世界地区予選 USA大会 【1回戦】             | 2002年5月3日  |
| ○    | ジェフ・フォード           | 8R TKO                                        | Strikeforce ISKAフリースタイル世界スーパーヘビー級選手権試合 | 2001年9月29日 |
| ×    | マイケル・マクドナルド     | 3R終了 判定1-2                                | K-1 WORLD GP 2001 USA大会 【1回戦】                          | 2001年5月5日  |
| ×    | カーチス・シュースター     | 2R 2:32 TKO（右ストレート）                   | K-1 THE NEW FIGHTING SPIRIT '98 【USA GP 準決勝】            | 1998年8月7日  |
| ○    | トーマス・クチャゼウスキー | 1R終了時 TKO（タオル投入）                    | K-1 THE NEW FIGHTING SPIRIT '98 【USA GP 1回戦】             | 1998年8月7日  |
| ×    | サム・グレコ               | 2R 1:55 KO（右フック）                        | K-1 GRAND PRIX '97 開幕戦 【1回戦】                          | 1997年9月7日  |
| ×    | レイ・セフォー             | 7R終了 判定0-3                                | K-1 DREAM '97 【WKBA世界スーパーヘビー級王座決定戦】         | 1997年7月20日 |
| ×    | ピーター・アーツ           | 2R 3:08 TKO（右ハイキック）                   | K-1 BRAVES '97                                               | 1997年4月29日 |
| ○    | ステファン・レヴェヨン     | 3R 2:06 TKO（左ローキック）                   | K-1 KINGS '97                                                | 1997年3月16日 |
| ○    | ロブ・カーマン             | 5R 0:34 TKO（戦意喪失）                       | K-1 HERCULES '96【スペシャルワンマッチ】                     | 1996年12月8日 |
| ○    | ブランコ・パブロビッチ     | 10R 2:00 判定3-0（98.5-94.5/98.5-97/99-98.5） | 【ISKAインターコンチネンタル世界スーパーヘビー級王座防衛】   | 1996年6月6日  |
| ×    | レネ・ローゼ               | 1R 1:50 KO（右膝蹴り）                        | K-1 GRAND PRIX '96【スペシャルワンマッチ】                   | 1996年5月6日  |
| ×    | ピーター・アーツ           | 1R 2:43 KO（右ハイキック）                    | K-1 GRAND PRIX '96 開幕戦【1回戦】                           | 1996年3月10日 |

## 獲得タイトル
- ISKAフリースタイルインターコンチネンタルスーパーヘビー級王座
- ISKAフリースタイル世界スーパーヘビー級王座
- ISKAムエタイ世界スーパーヘビー級王座
- IFCAムエタイ世界王座
- USHTAヘビー級王座
- USMTAヘビー級王座